# Віндем (Нью-Гемпшир)
Віндем (англ. Windham) — місто (англ. town) в США, в окрузі Рокінґгем штату Нью-Гемпшир. Населення — 15 817 осіб (2020).

## Демографія
Згідно з переписом 2010 року, у місті мешкали 13 592 особи в 4724 домогосподарствах у складі 3773 родин. Було 5164 помешкання
Расовий склад населення:
| - 95,2 % — білих - 2,9 % — азіатів - 0,4 % — чорних або афроамериканців - 0,2 % — корінних американців - 0,1 % — вихідців з тихоокеанських островів |

До двох чи більше рас належало 1,1 %. Частка іспаномовних становила 1,6 % від усіх жителів.
За віковим діапазоном населення розподілялося таким чином: 27,9 % — особи молодші 18 років, 60,6 % — особи у віці 18—64 років, 11,5 % — особи у віці 65 років та старші. Медіана віку мешканця становила 41,8 року. На 100 осіб жіночої статі у місті припадало 97,2 чоловіків;  на 100 жінок у віці від 18 років та старших — 94,0 чоловіків також старших 18 років.
Середній дохід на одне домашнє господарство  становив 150 392 долари США (медіана — 117 468), а середній дохід на одну сім'ю — 163 591 долар (медіана — 133 724). Медіана доходів становила 101 021 долар для чоловіків та 69 539 доларів для жінок. За межею бідності перебувало 2,9 % осіб, у тому числі 1,5 % дітей у віці до 18 років та 0,9 % осіб у віці 65 років та старших.
Цивільне працевлаштоване населення становило 7280 осіб. Основні галузі зайнятості: освіта, охорона здоров'я та соціальна допомога — 18,8 %, виробництво — 17,1 %, науковці, спеціалісти, менеджери — 15,3 %.